# John Day (Offizier)
Sir John Romney Day, KCB, OBE, FCGI (* 15. Juli 1947; † 9. Februar 2024) war ein britischer Offizier der Royal Air Force, der zuletzt als General (Air Chief Marshal) zwischen 2001 und 2003 Oberkommandierender des RAF Strike Command war.

## Leben
John Romney Day begann nach dem Besuch der King’s School in Canterbury ein Studium im Fach Luft- und Raumfahrttechnik am Imperial College London (ICL), das er als Ingenieur abschloss. Er absolvierte eine Offiziersausbildung sowie eine Ausbildung zum Piloten auf Hubschraubern der Typen Westland Wessex. Nach verschiedenen Verwendungen als Offizier war er zwischen 1983 und 1985 Kommandeur der in Nordirland eingesetzten No. 72 Squadron RAF und erhielt für seine Verdienste 1985 das Offizierskreuz des Order of the British Empire (OBE). Als Oberst (Group Captain) fungierte er zwischen 1987 und 1989 als Kommandant des Luftwaffenstützpunktes RAF Odiham.
Nachdem Day 1990 das Royal College of Defence Studies (RCDS) besucht hatte, war er als Brigadegeneral (Air Commodore) zwischen 1991 und 1994 Leiter des Referats Luftwaffenressourcen und Planung im Verteidigungsministeriums (Ministry of Defence). Danach war er als Generalmajor (Air Vice Marshal) vom 28. Juli 1994 bis April 1997 Kommandeur der No. 1 Group RAF. Im Mai 1997 übernahm er als Generalmajor (Air Marshal) den Posten als stellvertretender Chef des Verteidigungsstabes für Einsätze (Deputy Chief of the Defence Staff (Commitments)) und übte diese Funktion bis März 2000 aus. Während dieser Zeit wurde er am 31. Dezember 1998 zum Knight Commander des Order of the Bath (KCB) geschlagen und führte seitdem den Namenszusatz „Sir“. Im März 2000 wurde er Stabsabteilungsleiter für Personal (Air Member for Personnel) und Oberkommandierender des Personal und Ausbildungskommandos (Air Officer Commanding-in-Chief, Personnel and Training Command) und behielt diese Funktion bis März 2001.
Zuletzt wurde John Day als General (Air Chief Marshal) im April 2001 Nachfolger von Air Chief Marshal Sir Anthony Bagnall als Oberkommandierender des Luftangriffskommandos (Air Officer Commanding-in-Chief, RAF Strike Command). Er verblieb in dieser Funktion bis zu seinem Ausscheiden aus dem aktiven Militärdienst im Juli 2003 und wurde dann von Air Chief Marshal Sir Joe French abgelöst. Zugleich fungierte er zwischen April 2001 und Juli 2003 als Luftwaffenadjutant (Air Aide-de-camp) von Königin Elisabeth II. Nach seinem Eintritt in den Ruhestand war er zwischen 2003 und 2010 Leitender Militärberater des multinationalen Rüstungs-, Informationssicherheits- und Luftfahrtkonzerns BAE Systems. Er war zudem Fellow des City and Guilds of London Institute (FCGI).
Er starb am 9. Februar 2024 an einem Hirntumor.